# Ca' Giustinian Querini Dubois
Ca' Giustinian Dubois Querini  (« Maison Giustinian », le terme Ca’ vient du dialecte vénitien qui signifie « maison » 
équivalent du mot casa en italien) est un palais situé à Venise  dans le sestiere de San Polo, sur le Grand Canal. 

## Histoire de la famille
Les Giustinian, ont commandé à Gabriele Bella soixante-six œuvres qui dépeignent la vie quotidienne dans la sérénissime au XVIIIe siècle. Elles furent acquises à la fin du XVIIIe siècle par les Querini pour leur palais de Trévise. Depuis la création de la fondation Querini-Stampalia en 1868 par le dernier héritier, Giovanni Querini-Stampalia, elles sont à demeure à la pinacothèque Querini-Stampalia dans un palais du campo Santa Maria Formosa.